# Viquipèdia en gal·lès
La Viquipèdia en gal·lès (en gal·lès: Wicipedia Cymraeg) és l'edició en gal·lès de la Viquipèdia.
Va ser creada el juliol del 2003. El 23 de juny del 2007 va arribar als 10.000 articles i era la 66a Viquipèdia més grossa en nombre d'articles. El 20 de novembre del 2008 va arribar als 20.000 articles i, menys d'un any després, el 28 d'octubre del 2009 va superar els 25.000 articles. L'abril del 2010 va sobrepassar els 27.000 articles i en juliol de 2013 va superar els 50,000 articles, arribant a ser la 62na edició més gran de viquipèdia. Actualment, (agost 2025) té 133.754 articles i és la 59a edició més gran de Wikipedia.
La Viquipèdia en gal·lès té un índex de creixement considerablement notable, ja que en menys de 18 mesos, entre el juny del 2007 i el novembre del 2008, s'han creat més de 10.000 articles, més del doble del total. Algunes revistes gal·leses com "Golwg" i "Y Faner Newydd" s'han referit a això com un resorgiment de la llengua gal·lesa.
Sa'ha afegit un enllaç directe a la Viquipèdia Gal·lesa a la pàgina Introducció de la versió en llengua gal·lesa del navegador web Mozilla Firefox on apareix com el primer dels quatre llocs web recomanats, per sobre de la Biblioteca Nacional de Gal·les.
En setembre de 2012 es va formar "Wici Cymru"; aquesta és una societat amb l'objectiu de desenvolupar la Wikipedia a Gal·les. Per octubre, l'actor guanyador del BAFTA Rhys Ifans s'havia convertit en el seu patró.